# Frýdek-místeki járás

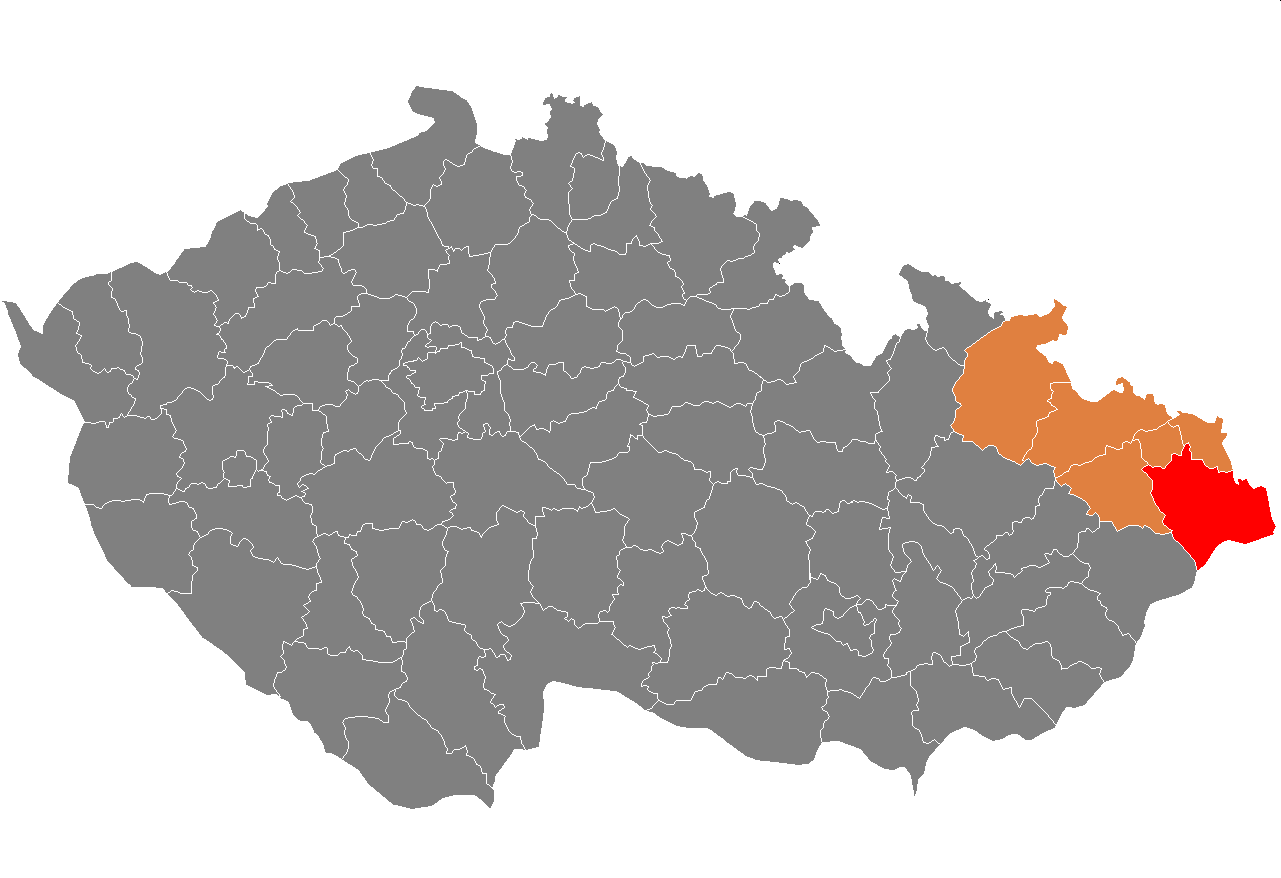
A Frýdek-Místeki járás

A Frýdek-místeki járás (csehül: Okres Frýdek-Místek) közigazgatási egység Csehország Morva-sziléziai kerületében. Székhelye Frýdek-Místek. Lakosainak száma 213 456 fő (2009). Területe 1208,49 km².

## Városai és községei
A városok félkövér, a községek álló betűkkel szerepelnek a felsorolásban.
Baška •
Bílá •
Bocanovice •
Brušperk •
Bruzovice •
Bukovec •
Bystřice •
Čeladná •
Dobrá •
Dobratice •
Dolní Domaslavice •
Dolní Lomná •
Dolní Tošanovice •
Fryčovice •
Frýdek-Místek •
Frýdlant nad Ostravicí •
Hnojník •
Horní Domaslavice •
Horní Lomná •
Horní Tošanovice •
Hrádek •
Hrčava •
Hukvaldy •
Jablunkov •
Janovice •
Kaňovice •
Komorní Lhotka •
Košařiska •
Kozlovice •
Krásná •
Krmelín •
Kunčice pod Ondřejníkem •
Lhotka •
Lučina •
Malenovice •
Metylovice •
Milíkov •
Morávka •
Mosty u Jablunkova •
Návsí •
Nižní Lhoty •
Nošovice •
Nýdek •
Ostravice •
Palkovice •
Paskov •
Pazderna •
Písečná •
Písek •
Pražmo •
Pržno •
Pstruží •
Raškovice •
Řeka •
Řepiště •
Ropice •
Sedliště •
Smilovice •
Soběšovice •
Staré Hamry •
Staré Město •
Staříč •
Střítež •
Sviadnov •
Třanovice •
Třinec •
Vělopolí •
Vendryně •
Vojkovice •
Vyšní Lhoty •
Žabeň •
Žermanice

## Fordítás
- Ez a szócikk részben vagy egészben  a   Frýdek-Místek District című angol Wikipédia-szócikk ezen változatának fordításán alapul.  Az eredeti cikk szerkesztőit annak laptörténete sorolja fel. Ez a jelzés csupán a megfogalmazás eredetét és a szerzői jogokat jelzi, nem szolgál a cikkben szereplő információk forrásmegjelöléseként.
- Ez a szócikk részben vagy egészben  az   Okres Frýdek-Místek című cseh Wikipédia-szócikk ezen változatának fordításán alapul.  Az eredeti cikk szerkesztőit annak laptörténete sorolja fel. Ez a jelzés csupán a megfogalmazás eredetét és a szerzői jogokat jelzi, nem szolgál a cikkben szereplő információk forrásmegjelöléseként.